# Alto do Borrageiro
Montanha da Serra do Gerês, com a altitude de 1430 metros (segundo a carta militar do Instituto Geográfico do Exército), conta no seu alto com um marco geodésico, parcialmente destruído e uma antena de comunicações. Trata-se de um miradouro excepcional, chegando a avistar-se a Serra do Marão, a cerca de 60 km. O acesso é exclusivamente feito por percurso pedestre.
Localizado na freguesia de Vilar da Veiga.